# Labelflash
Labelflash™ es una tecnología que permite grabar fotografías monocromas y de gradación múltiple o escribir títulos en la cara de la etiqueta de los discos DVD que utilicen la tinta especial de escritura desarrollada por Fujifilm Corporation y Yamaha Corporation usando una grabadora de DVD dotada de función Labelflash™.
La tecnología Labelflash™ es capaz de grabar fotografías de alta resolución y alto contraste en el lado de la etiqueta de los discos DVD usando el mismo láser que graba los datos.
La imagen se graba a 0.6 mm por debajo de la superficie superior del disco mediante una tinta desarrollada por Fujifilm llamada "Oxolife" por lo que presenta una mayor duración. 